# Новониколаевский поселковый совет (Верхнеднепровский район)
Новониколаевский поселковый совет (укр. Новомиколаївська селищна рада) — входит в состав
Верхнеднепровского района
Днепропетровской области
Украины.
Административный центр поселкового совета находится в 
пгт Новониколаевка.

## Населённые пункты совета
- пгт Новониколаевка
- с. Братское
- с. Воеводовка
- с. Чепино
- с. Чкаловка